# 14 Волос Вероники
14 Волос Вероники (лат. 14 Comae Berenices), HD 108283 — двойная звезда в созвездии Волос Вероники на расстоянии приблизительно 266 световых лет (около 81,6 парсек) от Солнца. Видимая звёздная величина звезды — +4,95m. Возраст звезды определён как около 459 млн лет.

## Характеристики
Первый компонент — белая звезда спектрального класса A9IVnpSrII, или A9Sr, или A8,5IV, или A5, или F0p. Масса — около 2,514 солнечной, радиус — около 4,873 солнечного, светимость — около 58,486 солнечной. Эффективная температура — около 7138 K.
Второй компонент — коричневый карлик. Масса — около 57,15 юпитерианской. Удалён в среднем на 2,034 а.е..